# Memmo (nome)
Memmo  è un nome proprio di persona italiano maschile.

## Varianti
- Maschili: Memo[1][2]
- Femminili: Memma[1], Mema[1]

## Origine e diffusione
Si tratta di un ipocoristico, talvolta usato anche in forma autonoma, del nome Guglielmo oppure del nome Domenico, in maniera simile al più comune Mimmo.

## Onomastico
L'onomastico può essere festeggiato lo stesso giorno del nome da cui è fatto derivare.

## Persone

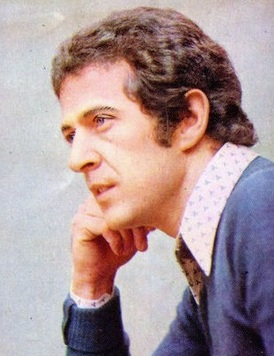
Memo Remigi

- Memmo di Filippuccio, pittore italiano
- Memmo Carotenuto, attore italiano
- Memmo Foresi, cantautore, compositore e produttore discografico italiano.

### Variante Memo
- Memo Benassi, attore italiano
- Memo Dittongo, attore italiano
- Memo Geremia, rugbista a 15, allenatore di rugby e dirigente sportivo italiano
- Memo Remigi, cantante, paroliere e conduttore radiofonico italiano
- Memo Vagaggini, pittore e illustratore italiano